# 非彈性散射
非彈性散射(英語：Inelastic scattering)是指一種粒子或粒子系統的內部狀態在碰撞後改變的過程，出現在化學、核物理及粒子物理中。通常，這意味著入射粒子的動能不守恆（與彈性散射相反）。此外，涉及從一種類型的粒子過渡到另一種類型的相對論碰撞被稱為非彈性碰撞，即使傳出的粒子與傳入的粒子具有相同的動能。如果宏觀觀察者只能存取自由度的子集，則在微觀層面上受彈性碰撞控制的過程將顯得無彈性。例如，在康普頓散射中，碰撞中的兩個粒子傳遞能量，導致被測粒子能量損失。
在非彈性散射中，部份粒子的能量增加或是減少了。非彈性散射以往會視為和動力學中非彈性碰撞有關，但二者的概念有很大的差異：非彈性碰撞是指碰撞前後的總動能不守恆。一般而言，由非彈性碰撞產生的散射會是非彈性散射，不過因為彈性碰撞會使二個粒子交換能量，由彈性碰撞產生的散射也可能是非彈性散射，例如康普頓散射。
若粒子能量的變化遠小於粒子本身的能量，一般會稱為準彈性散射。

## 電子
當電子作為入射粒子時，取決於入射電子的能量，非彈性散射的機率通常小於彈性散射的機率。因此，在氣體電子衍射（GED）、反射高能量電子衍射（RHEED）和透射電子衍射的情況下，由於入射電子的能量很高，因此可以忽略非彈性電子散射的貢獻。質子對電子的深度非弹性散射為夸克的存在提供了第一個直接證據。

## 光子
當光子為入射粒子時，會產生一種稱為拉曼散射的非彈性散射過程。在此散射過程中，入射光子與物質（氣體、液體和固體）互動，光子的頻率會向紅色或藍色偏移。當光子的部分能量轉移到互動物質，並在此過程中增加其內部能量（稱為斯托克斯拉曼散射）時，即可觀察到紅移。當物質的內能轉移到光子時，就會發生藍移；這個過程稱為反斯托克斯拉曼散射。
非彈性散射可見於電子與光子之間的互動。當一個高能量的光子與一個自由電子（更準確地說，是弱束縛的電子，因為自由電子無法參與光子之間的非彈性散射）碰撞並傳遞能量時，這個過程稱為康普頓散射（Compton scattering）。此外，當具有相對能量的電子與紅外線或可見光子碰撞時，電子會賦予光子能量。這個過程稱為逆康普頓散射。

## 中子
中子會發生許多類型的散射，包括彈性與非彈性散射。發生彈性或非彈性散射取決於中子的速度，無論是快中子或熱中子，或是介於兩者之間。這也取決於它撞擊的原子核及其中子截面。在非彈性散射中，中子與原子核互動，系統的動能會改變。這通常會活化原子核，使其進入激發、不穩定、短暫的能量狀態，導致原子核快速釋出某種輻射，使其回落到穩定或基態。阿爾法、貝他、伽馬和質子都可能被釋出。在此類核反應中散落的粒子可能會導致原子核朝另一方向反衝。

## 分子碰撞
非彈性散射常見於分子碰撞。任何會導致化學反應的碰撞都會是非彈性的，但非彈性散射這個名詞是保留給那些不會導致化學反應的碰撞。
如果轉移的能量與散射粒子的入射能量相比較小，我們就稱之為準非彈性散射。